# Klaus-M. Schremser

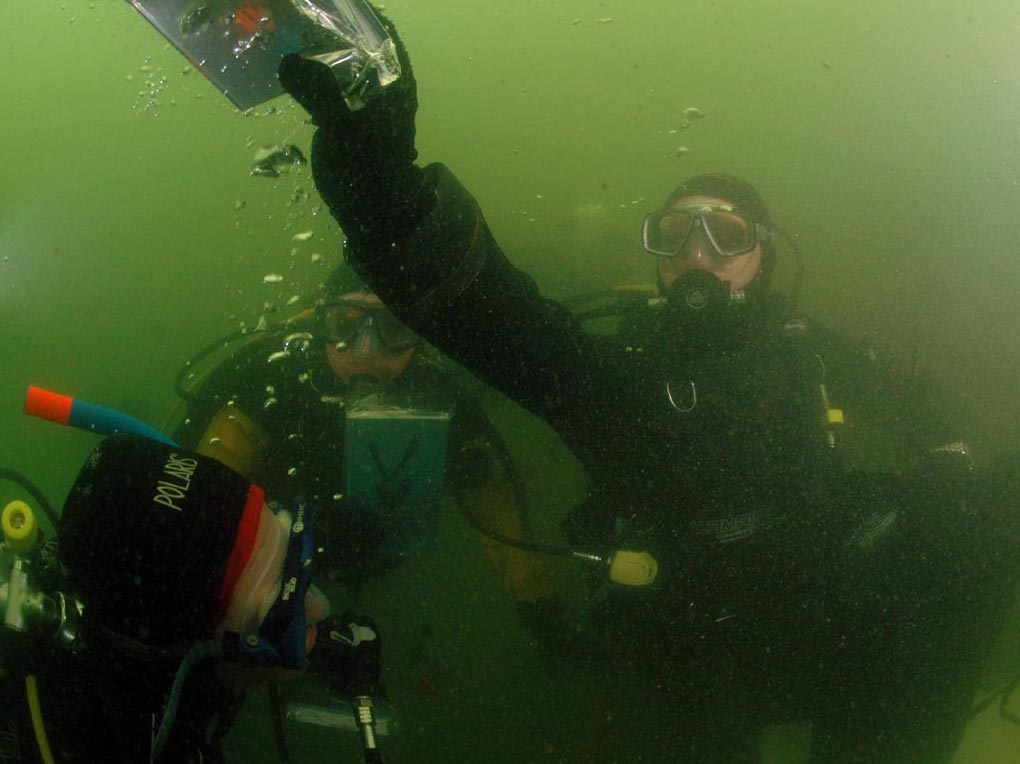
Leo Ochsenbauer und Klaus-M. Schremser übergeben den anwesenden Journalisten bei der Unterwasser Pressekonferenz im Jahr 2006 Buchexemplare

Klaus-M. Schremser (* 26. November 1975 in Wien) ist ein österreichischer Autor und Journalist.

## Leben
Klaus-M. Schremser hat sein Betriebswirtschaftsstudium an der Wirtschaftsuniversität Wien abgeschlossen und hat 2003 gemeinsam mit Leo Ochsenbauer und Nicolaus Piso
das Wassersportmagazin Nullzeit und den Nullzeit-Verlag gegründet.
Sein 2006 im deutschen Kosmos Verlag veröffentlichtes Buch „Nullzeit, Sex und Tiefenrausch“ (gemeinsam mit Leo Ochsenbauer) zählt zu den
meistverkauften Tauchbücher der letzten Jahre im deutschen Sprachraum.
Zur Präsentation der beiden Bücher „Nullzeit, Sex und Tiefenrausch“ sowie „Noch mehr Sex und Tiefenrausch“ organisierten Leo Ochsenbauer, Klaus-M. Schremser und Marcus Hantschel gemeinsam in den Jahren 2006 und 2008 Unterwasser-Pressekonferenzen, die zugleich einen Eintrag in das Guinness-Buch der Rekorde einbrachte. Die erste fand am 17. Juni 2006 mit 21 Journalisten im
österreichischen Traunsee statt. Die zweite unter der Teilnahme von 25 Journalisten am 27. April 2008 in einem Wiener Hallenbad.
Hauptberuflich ist Klaus-M. Schremser, Marketingleiter der österreichischen Firma Gentics, die Hersteller für Content-Management-Systemen ist. In diesem Zusammenhang veröffentlichte Klaus-M. Schremser in verschiedenen Online-Magazinen Artikel zu Themen wie „Mobile Zukunft“ oder „Trends 2010 zur Corporate Website“.
Klaus-M. Schremser ist außerdem Mitglied der internationalen Haischutzorganisation Sharkproject e.V. und Mitherausgeber des Online-Wassersportmagazins Nullzeit.at.

## Publikationen
- Leo Ochsenbauer / Klaus-M. Schremser: Nullzeit, Sex und Tiefenrausch – 333 Antworten auf Taucherfragen. Kosmos Verlag, 2006, ISBN 978-3-440-10762-1.